# Delphacodes curvistyla
Delphacodes curvistyla är en insektsart som beskrevs av Dozier 1926. Delphacodes curvistyla ingår i släktet Delphacodes och familjen sporrstritar. Inga underarter finns listade i Catalogue of Life.